# Gochnatia polymorpha
Gochnatia polymorpha là một loài thực vật có hoa trong họ Cúc. Loài này được (Less.) Cabrera mô tả khoa học đầu tiên năm 1950.